# Concejo Municipal de Aserrí
El Concejo Municipal de Aserrí es el órgano deliberativo y máxima autoridad del cantón de Aserrí, en Costa Rica. Está conformado por siete regidores propietarios con voz y voto, y sus respectivos suplentes solo con voz salvo cuando sustituyan a un propietario de su mismo partido. A estos también asisten con voz pero sin voto el alcalde y los síndicos propietarios y suplentes de los siete distritos del cantón. Al igual que el alcalde municipal sus miembros son electos popularmente cada 4 años.

## Historia
Mediante la Ley n.° 3 del 27 de noviembre de 1882, se creó Aserrí como cantón de la provincia de San José, designándose como cabecera la villa de Aserrí, más no se fijaron los distritos de este nuevo cantón. Ostentó dentro de su jurisdicción a localidades como los actuales cantones de Acosta y una pequeña parte del oeste del cantón de León Cortés Castro. Aserrí procede del cantón de Desamparados, establecido este último mediante la Ley n.° 22 del 4 de noviembre de 1862.

## Conformación del Concejo
| #                      | Bandera                | Partido                         | Nombre                           |
| Regidores propietarios | Regidores propietarios | Regidores propietarios          | Regidores propietarios           |
| ---------------------- | ---------------------- | ------------------------------- | -------------------------------- |
| 1                      |                        | Partido Liberación Nacional     | Jessica Vanessa Fallas Hidalgo   |
| 2                      |                        | Partido Liberación Nacional     | Alex Antonio Calero López        |
| 3                      |                        | Agenda Democrática Nacional     | Freddy Alberto Sandí Zúñiga      |
| 4                      |                        | Agenda Democrática Nacional     | Manuela Rita Sánchez Monge       |
| 5                      |                        | Partido Unidad Social Cristiana | Sonia Aguilar Zamora             |
| 6                      |                        | Partido Unidad Social Cristiana | Francis López Esquivel           |
| 7                      |                        | Partido Nueva Generación        | Mildred Marcela Zúñiga Corrales  |
| Regidores suplentes    |                        |                                 |                                  |
| 8                      |                        | Partido Liberación Nacional     | Wendy Solano Mora                |
| 9                      |                        | Partido Liberación Nacional     | Franklin Segura Mora             |
| 10                     |                        | Agenda Democrática Nacional     | Jorge Chacón Sanchéz             |
| 11                     |                        | Agenda Democrática Nacional     | Kryssia Marlene Villareal Quirós |
| 12                     |                        | Partido Unidad Social Cristiana | Hillary Monge Montero            |
| 13                     |                        | Partido Unidad Social Cristiana | Alexander Barboza Barboza        |
| 14                     |                        | Partido Nueva Generación        | Silvia Marcela Granados Hidalgo  |
| Síndicos propietarios  |                        |                                 |                                  |
| 15                     |                        | Partido Unidad Social Cristiana | Bernal Esteban Alvarado Morales  |
| 16                     |                        | Partido Liberación Nacional     | Luis Fernelly Mora Barboza       |
| 17                     |                        | Agenda Democrática Nacional     | José Alberto Vindas Castro       |
| 18                     |                        | Agenda Democrática Nacional     | Yahaira Marina Mora Fallas       |
| 19                     |                        | Agenda Democrática Nacional     | Martin Cruz Alfaro               |
| 20                     |                        | Partido Liberación Nacional     | Jessica Padilla Portuguéz        |
| 21                     |                        | Partido Unidad Social Cristiana | Evelyn Melissa Prado Abarca      |
| Síndicos suplentes     |                        |                                 |                                  |
| 22                     |                        | Partido Unidad Social Cristiana | Ingrid Vanessa Rivera López      |
| 23                     |                        | Partido Liberación Nacional     | Jael Eunice Castillo Segura      |
| 24                     |                        | Agenda Democrática Nacional     | María Rebeca Jiménez Morales     |
| 25                     |                        | Agenda Democrática Nacional     | Gravin Gerardo Sandí Sandí       |
| 26                     |                        | Agenda Democrática Nacional     | Rosaura Castro Camacho           |
| 27                     |                        | Partido Liberación Nacional     | Jeancarlo Alberto Chacón Solís   |
| 28                     |                        | Partido Unidad Social Cristiana | Freddy López Agüero              |

## Elecciones
Durante las Elecciones municipales de Costa Rica de 2024, nueve partidos políticos participaron en el cantón de Aserrí para obtener la Alcaldía y miembros del Concejo Municipal. Los resultados fueron los siguientes:

### Alcaldía
| Puesto | Bandera | Partido                              | Votos | %      |
| ------ | ------- | ------------------------------------ | ----- | ------ |
| 1°     |         | Partido Liberación Nacional          | 3152  | 23,93% |
| 2°     |         | Agenda Democrática Nacional          | 3075  | 22,51% |
| 3°     |         | Partido Unidad Social Cristiana      | 2525  | 19,29% |
| 4°     |         | Partido Nueva Generación             | 1967  | 14,76% |
| 5°     |         | Partido Liberal Progresista          | 751   | 5,75%  |
| 6°     |         | Partido Nuestro Pueblo               | 680   | 5,20%  |
| 7°     |         | Partido Nueva República              | 515   | 3,94%  |
| 8°     |         | Partido Frente Amplio                | 489   | 3,74%  |
| 9°     |         | Partido Republicano Social Cristiano | 116   | 0,88%  |

La alcaldesa electa fue Patricia Mayela Porras Segura, y los vicealcaldes electos fueron Carlos Azofeifa y Jesús Morales Calderón, del Partido Liberación Nacional.

### Regidores
| Puesto | Bandera | Partido                              | Votos | %      |
| ------ | ------- | ------------------------------------ | ----- | ------ |
| 1°     |         | Partido Liberación Nacional          | 3240  | 24,25% |
| 2°     |         | Agenda Democrática Nacional          | 3044  | 22,17% |
| 3°     |         | Partido Unidad Social Cristiana      | 2430  | 18,35% |
| 4°     |         | Partido Nueva Generación             | 1961  | 14,36% |
| 5°     |         | Partido Liberal Progresista          | 794   | 6,00%  |
| 6°     |         | Partido Nuestro Pueblo               | 680   | 5,36%  |
| 7°     |         | Partido Frente Amplio                | 627   | 4,75%  |
| 8°     |         | Partido Nueva República              | 545   | 4,14%  |
| 9°     |         | Partido Republicano Social Cristiano | 79    | 0,62%  |